# 960
960 كانت سنة كبيسة تبدأ يوم الأحد حسب التقويم اليولياني.

## أحداث

### حسب المكان

#### الإمبراطورية البيزنطية
الصيف

#### آسيا
4 فبراير

## مواليد
- منصور بن عراق - عالم فلك ورياضيات عربي مسلم.
- أبو الطيب الطبري

## وفيات
31 مايو
15 يونيو
23 يونيو
12 أغسطس